# Giyōfū
 (juillet 2022).

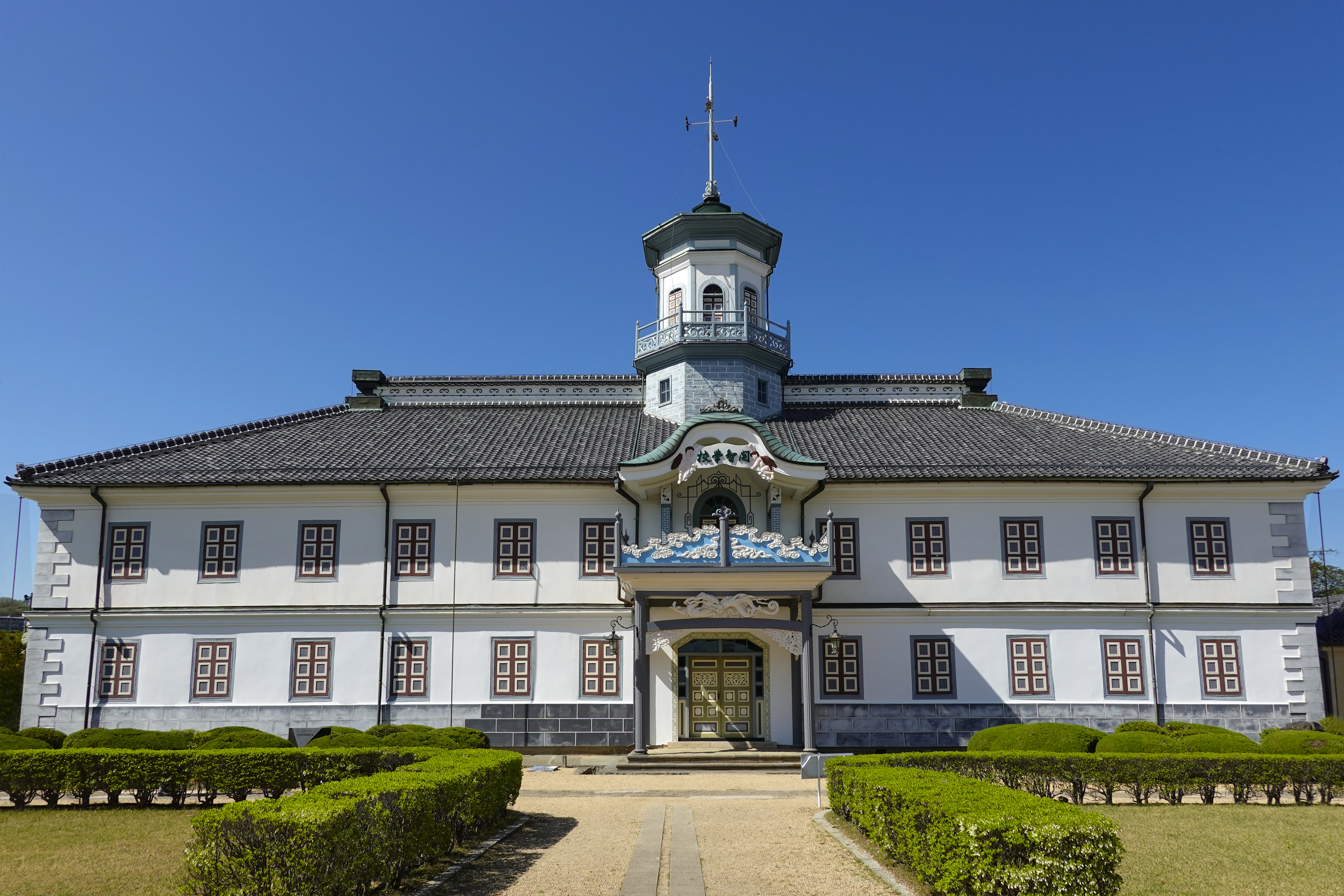
Ancien bâtiment de l'école Kaichi (1876), exemple d'architecture giyōfū.

Le giyōfū (擬洋風建築, giyōfū-kenchiku, litt. « imitation du style architectural occidental ») est un style de l'histoire de l'architecture japonaise. Il ressemble extérieurement au style occidental de construction mais se fonde sur les techniques de construction traditionnelles japonaises. Ce style prospère pendant la période précédant la Seconde Guerre mondiale et disparaît quand se répand la connaissance des techniques occidentales.

## Histoire
Afin de se hisser au niveau de la modernité occidentale, le gouvernement de Meiji, installé au pouvoir depuis la restauration de Meiji (1868), « invite » au Japon des formateurs, des ingénieurs et des architectes américains, britanniques, allemands et français. Ceux-ci participent à la modernisation des infrastructures nationales, à l'industrialisation du pays et à la formation d'experts dans de nombreux domaines. Dans celui de l'architecture, en particulier, formées sur place ou à l'étranger, des générations de bâtisseurs inventent le « style pseudo occidental » ou giyōfū. Le terme « giyōfū » désigne l'architecture japonaise moderne qui apparaît au début des années 1870 et se développe jusqu'à la fin de la Seconde Guerre mondiale, période d'occidentalisation du Japon.

Quelques exemples
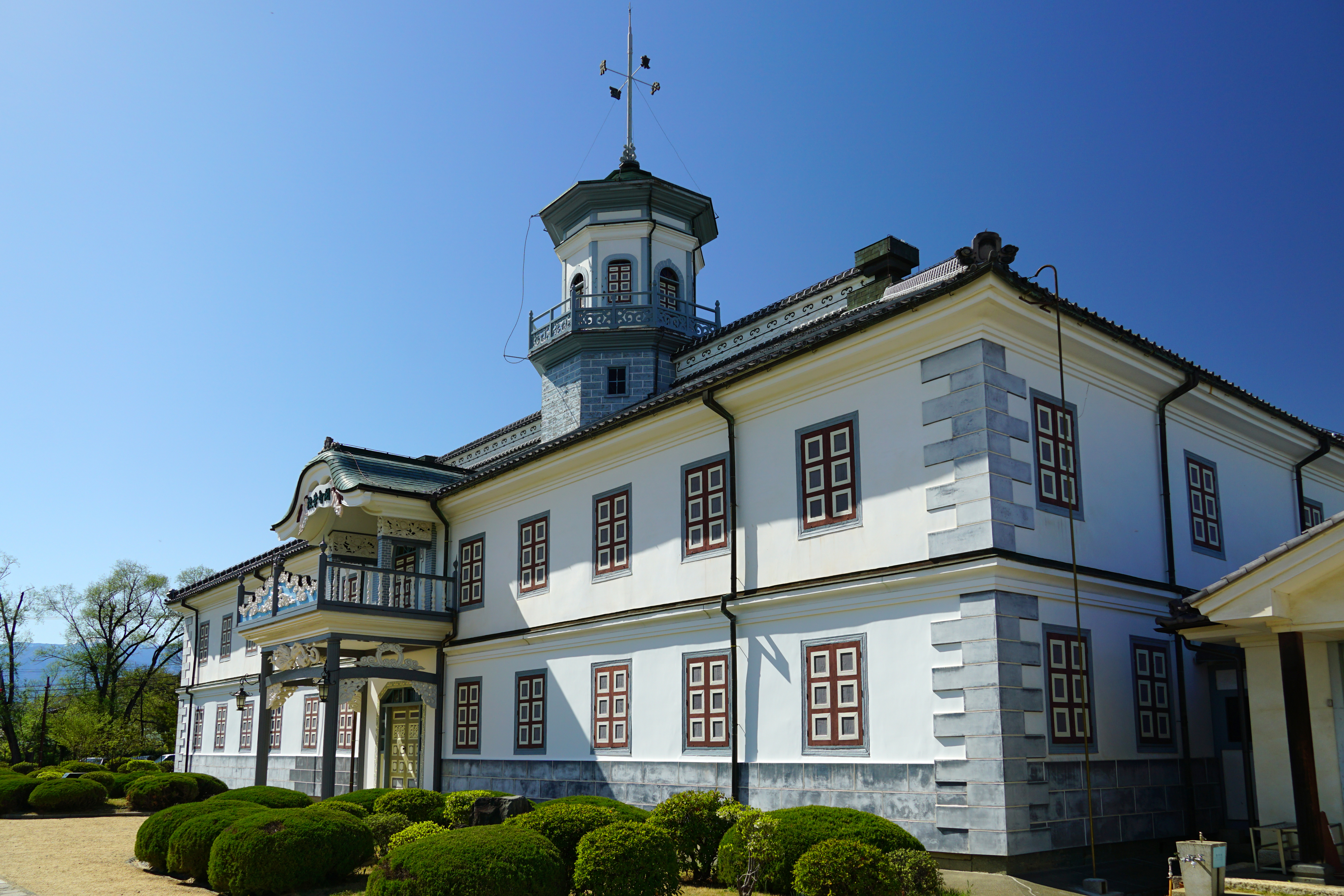
Ancienne école Kaichi, à Matsumoto (préfecture de Nagano).
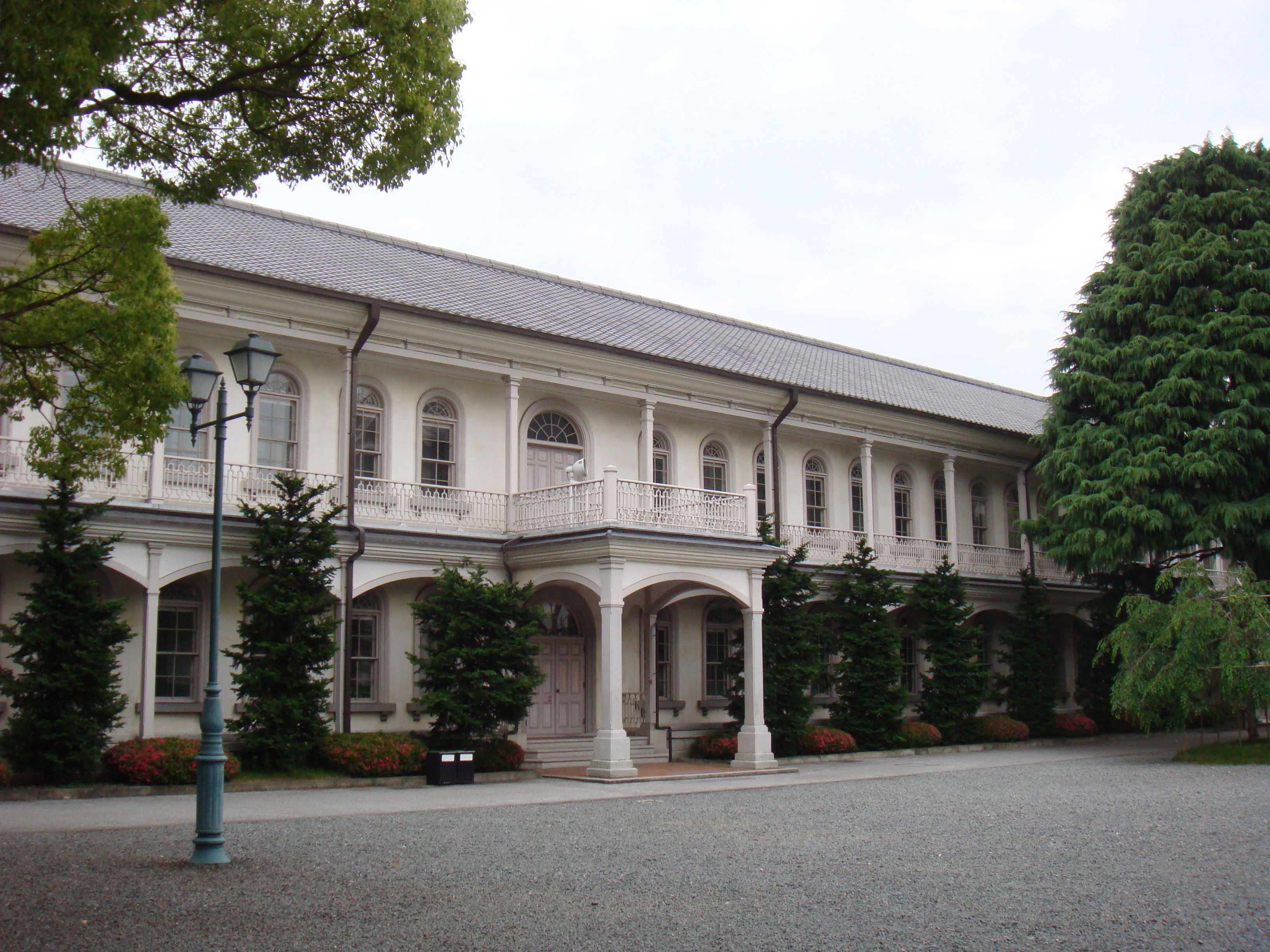
Université de Ryūkoku, à Kyoto.
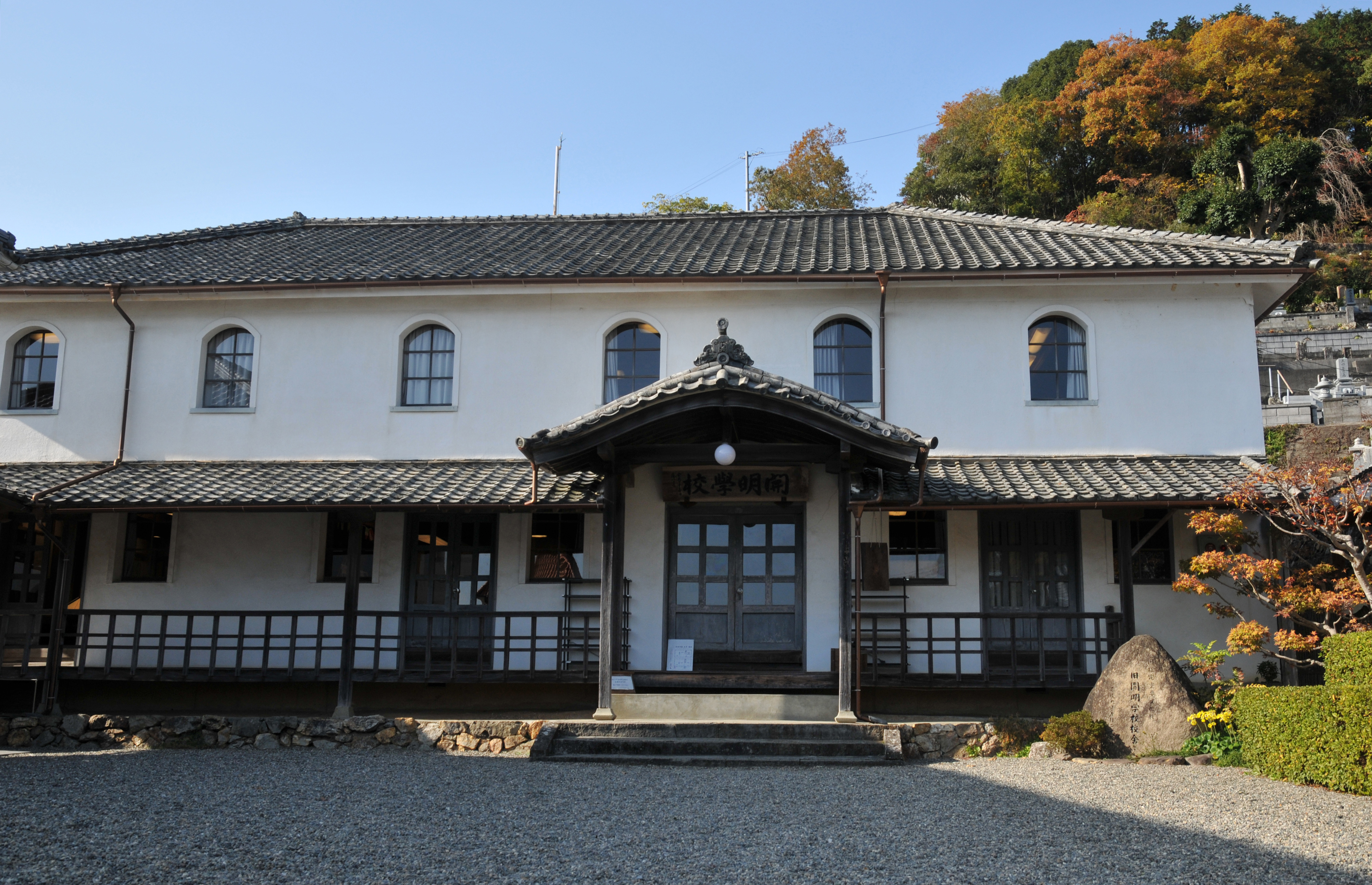
École Kaimei, à Seiyo (préfecture d'Ehime).
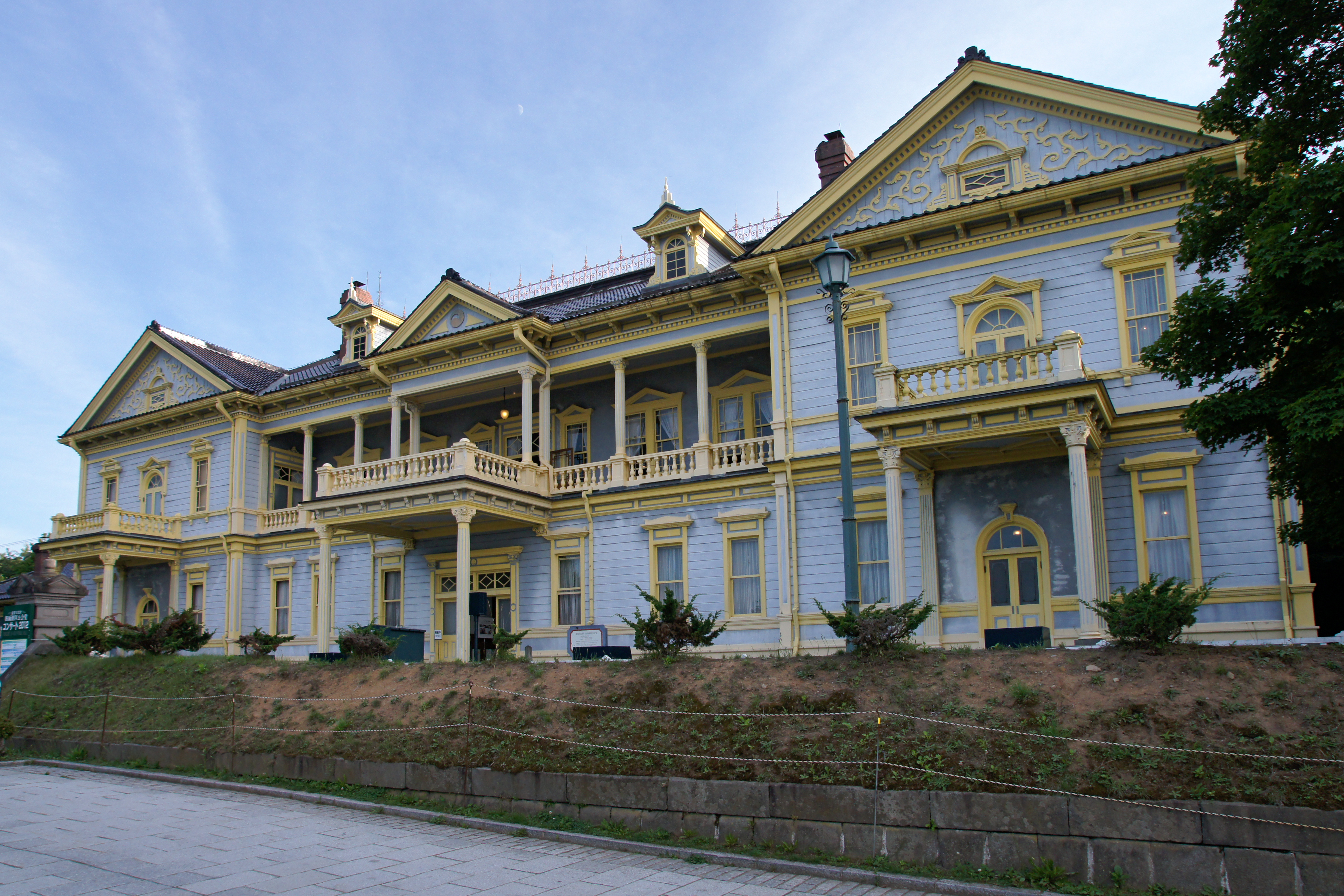
L'ancien hôtel de ville de Hakodate, sur l'île d'Hokkaidō.